# T Андромеды
T Андромеды (лат. T Andromedae), HD 1795 — одиночная переменная звезда'* в созвездии Андромеды на расстоянии (вычисленном из значения параллакса) приблизительно 3690 световых лет (около 1131 парсека) от Солнца. Видимая звёздная величина звезды — от +14,5m до +7,7m. Траекторию движения по фотографическим изображениям определили Олден Х. и Освальдс В. с величиной ошибки в 0.004 угловых секунды в 1961 году.

## Характеристики
T Андромеды — красный гигант, пульсирующая переменная звезда, мирида (M) спектрального класса M4e-M7,5e, или M5,5e-7,5e, или M5,5e, или M6e, или M9, или Md, или Me. Эффективная температура — около 3295 K.